# Acacia ashbyae
Acacia ashbyae är en ärtväxtart som beskrevs av Bruce R. Maslin. Acacia ashbyae ingår i släktet akacior, och familjen ärtväxter. Inga underarter finns listade i Catalogue of Life.